# Freudenberg (Radevormwald)
Freudenberg ist eine Ortschaft in Radevormwald im Oberbergischen Kreis im nordrhein-westfälischen Regierungsbezirk Köln in Deutschland.

## Lage
Der Ort liegt im Norden des Stadtgebiets. Die Nachbarorte heißen Karlshöh, Obernhof, Lambeck, Kronenberg, Ümminghausen und Jakobsholt. Freudenberg liegt unmittelbar an der Bundesstraße 483. Ebenfalls mündet in Freudenberg eine Verbindungsstraße nach Önkfeld. Nördlich von Freudenberg entspringt ein Quellbach des Freebachs, südöstlich entspringt ein Quellbach des Baches Heilenbecke, der im Oberlauf auch Lambecke genannt wird.
Im Nordosten des Ortes befindet sich ein Reitplatz.

## Politik und Gesellschaft
Freudenberg ist dem Radevormwalder Stimmbezirk 172 zugeteilt. Politisch wird der Ort durch den Direktkandidaten des Wahlbezirks 170 im Rat der Stadt Radevormwald vertreten.

## Geschichte
In der Karte Topographische Aufnahme der Rheinlande von 1825 wird der Ort mit der Bezeichnung „Freudenberg“ benannt.